# My Deer Friend Nokotan
My Deer Friend Nokotan (しかのこのこのここしたんたん, Shikanoko Nokonoko Koshitantan) est une série de manga écrite et dessinée par Oshioshio. Elle est publiée dans le magazine de manga shōnen Shōnen Magazine Edge de Kodansha du 15 novembre 2019 au 17 octobre 2023 puis depuis décembre 2023 sur le site Web de Magazine Pocket.
Une adaptation en série télévisée d'animation par le studio Wit Studio est diffusée au Japon de juillet à septembre 2024.

## Synopsis
Torako Koshi est une lycéenne populaire qui s'efforce de garder une image d'étudiante parfaite. Cependant un jour, elle sauve une étrange fille-cerf suspendue à des lignes électriques sur le chemin du lycée. La jeune fille est alors transférée dans son école, se présente comme Shikanoko, et commence à entraîner Torako dans ses bizarreries, menaçant de révéler son passé caché de délinquante, alors que Torako semble être la seule à remarquer quelque chose d'anormal chez Noko.

## Personnages
Noko Shikanoko (鹿乃子のこ, Shikanoko Noko) / Nokotan (のこたん)
Voix japonaise : Megumi Han
Mystérieuse hybride fille-cerf qui est apparu un jour devant Torako, affirmant qu'elle pouvait sentir son passé yankee (délinquante). Elle refuse de la quitter après que celle-ci l'ai sauvée de lignes électriques. Semblable à un cerf, Noko adore les gâteaux pour cerf et a des bois qui lui poussent sur la tête. Ces bois multiusage sont détachables, peuvent servir d'explosifs, de réserves de nourriture, d'appendices en forme de tentacules ou même de levier pour ouvrir le sommet de sa tête. Noko créée également le Club des cerfs à l'école, dont les membres sont censés s'occuper des cerfs comme Noko.
Torako Koshi (虎視虎子, Koshi Torako) / Koshitan (こしたん)
Voix japonaise : Saki Fujita
Ancienne élève yankee (délinquante) surnommée le « Tigre de Hino » dans son collège. Torako essaie de donner l'image d'une présidente du conseil des élèves digne et idéale dans son lycée actuel, mais ses relations avec Noko la ramènent à ses vieilles habitudes. Elle devient plus tard à contrecœur la présidente du club des cerfs de l'école, créé par Noko, où elle et d'autres amis cerfs se retrouvent après l'école.
Anko Koshi (虎視餡子, Koshi Anko)
Voix japonaise : Rui Tanabe (ja)
Sœur de Torako qui est obsédée par elle, au point qu'Anko tente de tuer Noko après l'avoir accusée d'avoir volé l'attention de Torako. Après avoir fait match nul contre Noko sur un jeu de questions-réponses sur Torako, Anko parvient à s'entendre avec elle et rejoint le club des cerfs le semestre suivant.
Meme Bashame (馬車芽めめ, Bashame Meme)
Voix japonaise : Fūka Izumi (ja)
Élève de première année qui affirme vouloir devenir un cerf après avoir reçu un biscuit pour cerf de la part de Noko avant l'école. Elle adore cuisiner le riz et rêve de planter sa propre rizière.
Neko Nekoyamada (猫山田根子, Nekoyamada Neko)
Voix japonaise : Yurika Kubo
Vice-présidente du conseil des élèves de l'école, sous la direction de Torako. Son nom, sa coiffure et ses cris la rendent semblable à un chat. Elle considère le Club des cerfs comme son concurrent.
Riku Tanukikōji (狸小路絹, Tanukikōji Riku)
Secrétaire du conseil des élèves.
Voix japonaise : Rio Tsuchiya (ja)
Chiharu Tsubameya (燕谷千春, Tsubameya Chiharu)
Voix japonaise : Chinatsu Akasaki
Trésorière du conseil des élèves.

## Média

### Manga
La série est écrite et illustrée par Oshioshio. Sa publication a débuté dans le magazine de manga shōnen Shōnen Magazine Edge de Kodansha à compter du 15 novembre 2019.
Après la publication du dernier numéro du Shōnen Magazine Edge le 17 octobre 2023, la série a été transférée sur le site Web de Magazine Pocket le 20 décembre de la même année. Les chapitres sont rassemblés à partir du 17 juillet 2020 en volumes format tankōbon et depuis le 7 mars 2025, la série contient 7 volumes.
Elle est licenciée pour la version anglaise par Seven Seas Entertainment.

#### Liste des volumes
| no | Japonais        | Japonais          |
| no | Date de sortie  | ISBN              |
| -- | --------------- | ----------------- |
| 1  | 17 juillet 2020 | 978-4-06-520245-6 |
| 2  | 17 février 2021 | 978-4-06-522330-7 |
| 3  | 17 février 2022 | 978-4-06-526851-3 |
| 4  | 16 février 2023 | 978-4-06-530787-8 |
| 5  | 9 mai 2024      | 978-4-06-535574-9 |
| 6  | 9 juillet 2024  | 978-4-06-536165-8 |
| 7  | 7 mars 2025     | 978-4-06-538743-6 |

### Anime
Une adaptation en une série télévisée d'animation a été annoncée le 13 mars 2024. La série est produite par Wit Studio et réalisée par Masahiko Ohta, écrite par Takashi Aoshima ; les character designers sont fournis par Ayumu Tsujimura avec une musique composée par Yasuhiro Misawa.
Sa diffusion au Japon est diffusée depuis du 7 juillet au 22 septembre 2024 sur les chaînes Tokyo MX et BS NTV,. La série sera diffusée en sous-titré français en simulcast sur les plateformes Crunchyroll et Animation Digital Network.
Megumi Han, Saki Fujita, Rui Tanabe et Fūka Izumi, dans leurs rôles de leurs personnages dans le Deer Club, interprètent l'opening de la série intitulé Shikairo Days, tandis que Han and Fujita interprète son ending intitulé Shika-senbei no Uta.
Elle est licenciée par Remow.

### Liste des épisodes
| No | Titre français                                      | Titre japonais                     | Titre japonais                               | Date de 1re diffusion |
| No | Titre français                                      | Kanji                              | Rōmaji                                       | Date de 1re diffusion |
| --- | --------------------------------------------------- | ---------------------------------- | -------------------------------------------- | --------------------- |
| 1 | Girl meets cerf                                     | ガール・ミーツ・シカ               | Gāru・Mītsu・Shika                           | 7 juillet 2024        |
| Torako Koshi est une lycéenne prenant soin de sa réputation dans son école, elle cache au maximum son passé de délinquante. En se rendant à son établissement, elle croise une étrange fille avec des bois de cerf suspendue à des lignes à haute tension. Voulant d'abord l'ignorer, Torako va très vite culpabiliser à la suite des remarques de la fille pour qu'elle la sorte de cette situation. Plus tard dans la matinée, la même fille fait irruption dans la classe de Torako en tant que nouvelle élève, se présente sous le nom Noko Shikanoko et s'assoit à côté de Torako affirmant que cette dernière est une délinquante. Torako, ne voulant pas que son passé soit dévoilé, menace Noko de la faire taire, bien qu'une conversation maladroite donne l'impression que Torako essaie de cacher le fait qu'elle soit vierge plutôt que son passé de yankee. Avant que Torako ne rentre chez elle après l'école, elle voit Noko saigner de la tête dans un débarras abandonné. Noko guérit rapidement et demande à Torako de l'aider à nettoyer le lieu. Leur professeur débarque et aide Noko à convaincre Torako de devenir présidente du Club de cerfs nouvellement créé dans ce même bâtiment fraîchement nettoyé. Le but de ce club est de s'occuper des cerfs donc de s'occuper de Noko. Alors que Torako brosse la fille cerf, une autre fille les regarde avec colère depuis la porte d'entrée de l'école. |                                                     |                                    |                                              |                       |
| 2 | Girl meets dark girl                                | シカ・ミーツ・暗ガール             | Shika Mītsu Kuragāru                         | 14 juillet 2024       |
| Torako se rend à l'école à l'aube pour décorer le nouveau local du club des cerfs. Même si elle n'est pas très heureuse d'être présidente du club, elle apprécie le lieu qu'on lui a attribué. Après avoir assisté au cours, elle se dirige vers la salle du club et avec stupeur, la trouve vandalisée et avec Noko comme seul témoin. En supposant qu'elle était la coupable, Noko dément et pense qu'une autre personne qui la cible pourrait être responsable. Noko est attirée dans un piège au cours duquel la coupable se révèle être la sœur de Torako, Anko. Cette dernière s'offusque du fait que la fille cerf ait volé l'attention de Torako et la défie dans un combat où Noko doit quitter l'école si Anko gagne, mais si Noko gagne, elle recevra beaucoup de biscuits pour cerf. Cette dernière est d'accord, et les deux filles décident de jouer à un jeu-questionnaire qui expose la vie privée de Torako, au grand dam de la concernée. Frustrée par le match serré, Anko décide de lancer de nombreux kunai vers Noko comme piège, mais la fille cerf les esquive facilement. Anko lui lance personnellement un kunai, mais elle trébuche et l'arme se retrouve accidentellement lancé en direction de Torako. Mais cette dernière est protégée par Noko qui prend le coup à sa place ; cependant, elle survit grâce au biscuit pour cerf qu'Anko a utilisé plus tôt pour l'attirer dans un piège, bien qu'il ne soit pas assez solide pour bloquer le coup. Impressionnée par le fait que Noko ait sauvé sa sœur, Anko capitule et décide de devenir l'amie de Noko. |                                                     |                                    |                                              |                       |
| 3 | La rentrée de Bashame                               | ばしゃめ入学                       | Bashame nyūgaku                              | 21 juillet 2024       |
| Torako découvre un cerf dans le club de cerfs et suppose qu'il s'agit de Noko sous forme animale. Elle tente à plusieurs reprises de la faire redevenir normale jusqu'à chanter. Cependant, lorsque Noko arrive soudainement, elle se rend compte que le cerf est un simple cerf ordinaire qui s'est échappé du zoo de Hino car il a été attiré par les biscuits. Après le malentendu réglé, le cerf retourne au zoo. Lorsque le printemps arrive, de nouveaux élèves s'inscrivent à l'école, dont Anko. Torako et Noko trouvent plus tard une fille dormant devant le club, qui se présente comme Meme Bashame. Cette dernière veut être un cerf comme Noko. Elle a eu cette révélation après que la fille-cerf lui a sauvé la vie plus tôt en lui donnant un biscuit alors qu'elle mourait de faim. Bashame est donc déterminée à rejoindre le club. Anko rejoint également le club et commence à exprimer sa jalousie envers Bashame en la voyant proche de sa sœur, mais le malentendu est vite dissipé. Après avoir constaté à quel point les membres du club sont paresseux, Torako tente d'établir certaines règles, ce qui conduit à Noko qui commence à menacer Torako de partir et de ruiner sa réputation si elle ne les traite pas avec plus de respect. En conséquence, Torako finit par les brosser toutes les trois pendant qu'un groupe de filles les espionne. |                                                     |                                    |                                              |                       |
| 4 | Le club des cerfs en danger                         | 狙われたシカ部                     | Nerawareta shikabu                           | 28 juillet 2024       |
| Torako a une réunion dans la salle du conseil des élèves avec ses différents membres : la vice-présidente Neko Nekoyamada qui envisage de dissoudre le club des Cerfs et de prendre la place de Torako en tant que présidente du conseil ; la secrétaire Kinu Tanukikōji ; et la trésorière Chiharu Tsubameya. Neko demande ensuite à Chiharu de parler à Torako dans l'espoir de lui trouver un point faible. Torako retrouve Chiharu au club des cerfs et à peur qu'elle y découvre des indices sur son passé de délinquante. Elle essaie de l'amadouer mais la trésorière reste totalement stoïque. Mais cette dernière ressent d'un seul coup des émotions quand c'est Noko qui lui fait des cadeaux, ce qui énerve Torako. En réalité, Chiharu est secrètement une grande fan de Noko. Plus tard, Torako va se retrouver accidentellement enfermée dans l’entrepôt de l'école avec Kinu. Cette dernière est complètement anxieuse. Torako voit Noko à travers la fenêtre mais ne parvient pas à attirer son attention. Craignant de ne jamais être secourue, Kinu se cache. Miraculeusement, Noko ouvre alors la porte, révélant qu'elle a secrètement cultivé des champignons. Ces derniers étant dans la cachette de Kinu, celle-ci va être accusée par Noko d'avoir tenté de les voler. Plus tard, les membres du club des cerfs se retrouvent avec deux nouveaux invités, Kinu et Chiharu. Pendant ce temps, Neko reste seule dans la salle du conseil des élèves, se demandant pourquoi les autres ne sont pas là. |                                                     |                                    |                                              |                       |
| 5 | À la recherche de son point faible                  | アイツの弱みをにぎれ!!             | Aitsu no yowami o nigire!!                   | 4 août 2024           |
| Torako découvre dans son casier ce qui lu semble être une lettre d'amour. Noko surgit derrière son dos en prétendant qu'elle se bat contre une société de chasse, bien que Torako ne la croie pas. En voyant la lettre de sa camarade, Noko pense en avoir aussi reçue une mais va être contrariée en s'apercevant que son casier est vide. Cependant, la lettre de Torako est en réalité un défi lancé par une délinquante, rivale de Torako à l'époque de son passé de voyou. Torako se retrouve à affronter un groupe de filles délinquantes, accompagnée de Noko. Pendant le combat, Torako se retrouve dépassée, mais Noko lui passe un de ses bois. Torako pense que ça lui est inutile et le jette sur le toit du gymnase, mais le bois explose, détruisant le gymnase en faisant valser tout le monde. Torako décide alors d'espionner Noko pour voir si elle a une faiblesse, mais la voit seulement ne rien faire et manger des bananes qu'elle cache dans ses bois. En la suivant au zoo, elle découvre que Noko vit dans l'enclos des cerfs et observe ses étranges pitreries avec les cerfs et les visiteurs. Après avoir remarqué Torako, elles passent la journée ensemble avant de se séparer. Le lendemain, Neko tente de détruire le club des cerfs, mais est repérée par Noko, qui essaie de la recruter. Neko refuse mais culpabilise quand elle voit la détresse de la fille cerf. Cependant, elle change rapidement d'avis juste pour pouvoir découvrir plus sur Torako. Après avoir passé la journée au club, elle se rend compte qu'elle n'a rien découvert. |                                                     |                                    |                                              |                       |
| 6 | Le festival des cerfs                               | 夏のシカ祭り                       | Natsu no shika matsuri                       | 11 août 2024          |
| L'épisode commence avec 18 courts métrages avant de démarrer l'histoire principale. Quand l'été s'approche, dans le club des cerfs, les membres voient des taches sur Noko et pense qu'elle souffre d'une maladie causée par du riz contaminé d'après Meme. Bien que Noko envisage de partir, elle revient rapidement avec le cerf Tsunoda, qui a également des taches. Il s'avère qu'elle n'est pas malade mais qu'il s'agit en réalité de sa mue. Meme a l'idée d'utiliser de récupérer les mues de Noko pour en faire des uniformes. De son côté, Neko élabore un autre plan pour détruire le club des cerf mais Chiharu et Kinu ne sont pas vraiment d'accord. Leur réunion est interrompue par Noko, qui leur montre une créature en forme de boule enveloppée avec des bois qui bougent qu'elle a déterrée dans la cour de l'école. Chiharu va la nommer Tsucchi et les filles découvrent qu'elle se nourrit de craies. Alors qu'au début elle ne voulait pas de cette créature, Noko finit par s'y attacher au moment où Torako arrive. |                                                     |                                    |                                              |                       |
| 7 | La cerf collec, un premier live et l'art du service | シカコレとか配信とかおもてなしとか | Shika kore toka haishin toka omotenashi toka | 18 août 2024          |
| En visite au club des cerfs, Noko reçoit un message d'un cerf annonçant une compétition impliquant des cerfs. Elle l'annonce aux autres membres du club, mais Torako refuse d'y participer. Noko arrive finalement à la convaincre, en la brossant dans le sens du poil, en lui démontrant que cela va la mettre en avant. Cependant, elle et Torako doivent avoir un lien fort pour gagner et cette dernière doit donc commencer à s'entraîner. Mais elle se sent humiliée quand sa professeur la voit. Malgré leurs efforts, les gagnants sont finalement le cerf Tsunuyoma du parc de Nara et M. Tanabe. En suivant les conseils de sa professeur, Torako décide de diffuser des vidéos sur internet où elle parle du club. Mais Noko complique les choses lorsqu'elle colle des bois sur elle, les gratte contre le mur et que ses bois commencent à pousser à grande vitesse sous la forme de tentacules. Lorsqu'ils deviennent beaucoup trop gros, Torako n'a d'autres choix que de les couper. Mais finalement, les bois tombent par eux-mêmes et Torako se sent de nouveau humiliée alors que la vidéo devient virale et qu'elle s'aperçoit qu'Anko et Meme y ont même écrit des commentaires. Torako et Noko vont dans un café dont le propriétaire est Yoshiharu Tsubameya, le frère aîné de Chiharu. Surpris au début par l'apparence de Noko, Yoshiharu se souvient que sa sœur a acheté des produits à base de cerf plus tôt et en conclue qu'il s'agit d'une tendance. Toujours prêt à satisfaire ses clients, Yoshiharu fait face au comportement inhabituel de Noko et se trouve dans l'incapacité de répondre à ses attentes. Mais Noko lui donne une leçon de vie, qu'il ne faut pas la catégoriser dans une case. Après quoi, il décide de se préparer pour leur prochaine visite.             |                                                     |                                    |                                              |                       |
| 8 | Un cerf part, un autre arrive                       | ゆくシカ、くるシカ                 | Yuku shika, kuru shika                       | 25 août 2024          |
| Torako, Anko et Meme attendent Noko pour aller au sanctuaire des cerfs de Hino, mais décident de partir sans elle lorsqu'elle ne se présente pas. En assistant à la cérémonie, Torako est choquée de voir que Noko y participe en tant que déesse des cerfs, mais personne d'autre ne le remarque tandis que Noko elle-même nie être Noko. Torako rencontre ensuite une prêtresse du sanctuaire nommée Mitsu Inkukai, qui la force à se comporter correctement lorsqu'elle s'exprime. Elle va par la suite tirer le présage « Grands Bois » avant de rencontrer le conseil des étudiants qui participe également à l'événement. Torako confronte Noko à propos du lapin qu'elle a posé, mais cette dernière lui parle de la soupe de bois de cerf et de la façon dont elle a été préparée. Le rituel consistant à brûler des bois de cerf, commence, faisant briller Noko telle une divinité. Une fois la cérémonie terminée, Torako est surprise de voir Noko arriver et qu'elle ne se souvienne pas des récents événements au sanctuaire, mais Torako doute de sa sincérité après avoir goûté sa soupe qui est la même soupe du sanctuaire. Au club des cerfs, Noko, Torako et Anko sont occupées à jouer à un jeu de société basé sur des cerfs. Torako est confuse et choquée par les différents événements du jeu, mais l'apprécie néanmoins. Ils voient ensuite Meme s'étouffer avec du mochi, mais elle parvient à le manger malgré tout. Au cours du jeu, les bois de Noko ont pris du volume et deviennent ceux d'un élan. |                                                     |                                    |                                              |                       |
| 9 | On donne tout pour les Olympiades !                 | 体育祭をやり遂げろ!                | Taiikusai wo yaritogero!                     | 1er septembre 2024    |
| Le printemps arrive en même temps que les Olympiades. Torako a préparé le planning de l'évènement lorsque Neko et d'autres étudiants arrivent et l'informent de plusieurs urgences. Comme elle a trop de travail pour elle, elle demande aux autres membres du club des cerfs de l'aider. Après avoir réglé ces problèmes, le festival commence, mais les pitreries de Noko s'avèrent être une nuisance pour Torako. Pendant la première course, Yoshiharu a du mal avec les obstacles qui nécessite de manger des choses comestibles et non comestibles. Mitsu finit par gagner. Torako participe à la course suivante, qui consiste à transporter des bombes de bois de cerf. La troisième épreuve consiste à creuser des trous. La quatrième épreuve implique le club des cerfs, avec Noko ramenant des cerfs du zoo, au grand désarroi de Torako. La cinquième épreuve implique un tir à la corde utilisant les bois de cerf de Noko comme corde. Noko est considérée comme la gagnante de l'épreuve, ce qui contrarie Torako vu que la fille cerf n'a rien fait. Le sixième épreuve consiste à lancer des balles dans des paniers, mais alors que les participants ne respectent pas forcément les règes, Torako commence à être en difficulté dans l'organisation. Neko doit sauver Tsucchi après s'être fait prendre au milieu de l'épreuve. La dernière épreuve est suspendu en raison des cerfs qui occupent le terrain, mais Torako parvient à les faire bouger en utilisant les biscuits stockés dabs la tête de Nok. Elle finit par éclater sa colère face à Noko ce qui risque de révéler sa véritable personnalité. Au final, elle est félicitée par le public pour son côté stricte. Le festival se termine finalement trois heures plus tard.                                                     |                                                     |                                    |                                              |                       |
| 10 | Tout ça, c'est la faute du printemps                | 全部、春のせい…                    | Zenbu, Haru no Sei...                        | 8 septembre 2024      |
| Après la fin du festival, le printemps arrive. Au club des cerfs, Torako trouve Noko bouleversée. En fait, elle n'est pas triste, mais ne peut s'empêcher de pleurer ou d'avoir des éruptions cutanées qui la démangent, ce qui amène Torako à déduire que Noko a le rhume des foins. Neko espère profiter de cette occasion pour faire fermer le club, mais malheureusement pour elle, elle chope le rhume également. Neko envisage de fermer le club à cause de cela, mais Torako essaie de l'aider, sans grand succès. Les cerfs du zoo de Hino arrivent pour soutenir Nok qui a l'idée de détruire tous les cèdres, du Japon. Nekoest également d'accord avec cette idée, au grand désarroi de Torako. Tout d'abord, Noko et Neko doivent se rendre dans un hôpital pour animaux, et Torako finit par avoir le rhume des foins aussi. Quelque temps plus tard, Noko a arrêté de fréquenter le Club des cerfs. Torako décide de la retrouver et découvre qu'elle est devenue un maître au club d'art floral. Elle fait ensuite une démonstration en utilisant ses bois et sa tête ainsi qu'un biscuit de cerf. Noko juge ensuite les autres membres du club, donne des conseils à un élève en particulier en ajoutant des plantes carnivores et joue de la guitare pour les faire bouger. Une fois le club terminé, Noko annonce qu'elle part, au grand désespoir des membres du club. Le lendemain, Noko retourne au club des cerfs. Par la suite, Mem décide de planter une culture de riz à l'extérieur avec l'aide de Tsucchi. Après avoir terminé, Mem prend une collation avec Anko. Elles décident ensuite d'organiser une fête à l'avenir. |                                                     |                                    |                                              |                       |
| 11 | The Pursuer and the pursued                         |                                    |                                              | 15 septembre 2024     |
| Noko dort en plein cours et produit des bulles avec ses bois, ce qui dérange Torako en plus d'attirer les oiseaux. Torako essaie sans succès de la réveiller alors que tout le monde n'est étonnamment pas dérangé par cela, bien qu'elle se réveille à un moment donné pour répondre à une question. Un chasseur arrive alors à l'école, mais Noko le sent et part se cacher. Le chasseur qui recherche Noko, entre et se présente sous le nom de Souichirou Kumatori. Après son départ, Noko sort de sa cachette et explique pourquoi Kumatori la poursuit. Ce dernier continue de chercher sa proie, l'amenant à trouver Neko et Tsucchi par erreur et à attirer l'attention de deux filles qui aident la fille cerf à s'échapper. La recherche se poursuit jusqu'à minuit, où Noko parvient à échapper à un piège tendu par Kumatori. Le lendemain matin, les deux se préparent à s'affronter sur le toit sous le regard de Torako. Noko transforme ses bois en une arme semblable à un sabre laser pendant que Kumatori utilise son fusil. Avant que le combat ne commence, Kumatori est interrompu par un appel de sa femme et est obligé de partir ; cependant, il est arrêté par la police pour possession illégale d'une arme. Plus tard, au club des cerfs, Noko arrive avec un survêtement déchiré pendant que son uniforme scolaire est en train d'être lavé. En faisant du shopping avec Torako, Noko révèle qu'elle a peur des bouteilles en plastique, alors Torako décide de l'aider, mais elles finissent par revenir au point de départ. De retour au club des cerfs, Torako rafistole le survêtement, mais Noko le déchire à nouveau. Le lendemain, alors qu'elle se rend à l'école, Torako remarque que Noko a mystérieusement disparu et que personne d'autre qu'elle ne se souvient d'elle. |                                                     |                                    |                                              |                       |
| 12 | Adieu Nokotan ? Le club des cerfs pour toujours     | さらばのこたん!? シカ部よ永遠に    | Saraba Nokotan!? Shikabu yo eien ni          | 22 septembre 2024     |
| Lorsque le chasseur de cerfs revient à Hokkaido, il fait face à un inconnu qui va le mettre à terre et qui risque de mettre également Noko en danger. En effet, cette dernière retrouve sa mémoire et se rappelle qu'elle vient d'une organisation appelée le « Trou du Cerf » qui forme les mascottes. Elle s'est enfuie parce que la formation était ennuyante. La diffusion de l'anime a révélé sa position aux mascottes appelées « Cerfassins ». Une mascotte nommée Kyun vient de l'organisation pour combattre Noko. Ce combat est présenté par un concours de danse. Si Noko perd, elle retournera au Trou des Cerfs. Kyun remporte le premier tour, mais Torako rejoint rapidement la compétition pour sauver Noko, et participe au deuxième tour et gagne contre Kyun. Deux autres mascottes nommées Chikamaru et Hana arrivent dans la compétition pour faire face ) Noko et Torako au troisième tour, qui implique la télépathie qui lit dans les pensées de l'autre. Les héroines perdent parce que Torako n'est pas télépathe, mais Neko se joint également à l'événement pour empêcher à nouveau le Trou des Cerfs de reprendre Noko. Neko remporte le round, mais ils apprennent que le plus fort des mascottes Sento est en route. Le Club des Cerfs aide Noko à s'entraîner pour le défi final. Le défi se déroule sur un ring. Sento se révèle être un combattant fort, ce qui fait perdre à Noko chaque round. Cependant, ils gagnent tous les deux sur la technicité selon laquelle y participer demande du courage et constitue une victoire à part entière, sur laquelle Noko prononce un discours. En conséquence, Noko est autorisée à rester dans le Club des Cerfs. |                                                     |                                    |                                              |                       |

## Voir également
- Sakura Maimai (en), une autre série manga d'Oshioshio

### Annotations
1. ↑  Les titres français de l'adaptation en anime proviennent de Animation Digital Network.

### Œuvres
Édition japonaise
1. 1 2 3  (ja) « しかのこのこのここしたんたん（１） », sur Kōdansha (consulté le 15 juin 2024)
2. 1 2  (ja) « しかのこのこのここしたんたん（２） », sur Kōdansha (consulté le 15 juin 2024)
3. 1 2  (ja) « しかのこのこのここしたんたん（３） », sur Kōdansha (consulté le 15 juin 2024)
4. 1 2  (ja) « しかのこのこのここしたんたん（４） », sur Kōdansha (consulté le 15 juin 2024)
5. 1 2  (ja) « しかのこのこのここしたんたん（５） », sur Kōdansha (consulté le 15 juin 2024)
6. 1 2  (ja) « しかのこのこのここしたんたん（６） », sur Kōdansha (consulté le 15 juin 2024)
7. 1 2  (ja) « しかのこのこのここしたんたん（７） », sur Kōdansha (consulté le 12 février 2025)